# کلاب وان ایر
کلاب وان ایر (به انگلیسی: Club One Air) یک شرکت هواپیمایی هندی است که قطب این شرکت هواپیمایی در فرودگاه جوهو قرار دارد.

## مقصدهای پروازی
هند
- فرودگاه بین‌المللی ایندیرا گاندی
- بمبئی، مهاراشترا
- جایپور، راجستان
- اودی‌پور، راجستان
- آگره، اوتار پرادش
- بنگالورو، کارناتاکا
- حیدرآباد (هند), آندرا پرادش

مالدیو
- ماله (مالدیو)

سنگاپور
- فرودگاه سلتر
- پایگاه هوایی چانگی

جمهوری خلق چین
- ماکائو

قزاقستان
- آلماتی

قطر
- دوحه

تایلند
- استان پوکت

بانکوک
- پاتایا

امارات متحده عربی
- شهر دبی

یمن
- عدن

کنیا
- نایروبی

زیمبابوه
- هراره
- Buffalo Range Airport

موزامبیک
- بریا، موزامبیک
- ماپوتو

زامبیا
- لوساکا